# تیم مختلط در المپیک تابستانی ۱۸۹۶
در اولین دوره‌های بازی‌های المپیک به افراد در یک تیم اجازه داده می‌شد از کشورهای مختلف باشند. کمیته بین‌المللی المپیک (IOC) اکنون نتایج این تیم را تحت عنوان تیم مختلط (ZZX) ثبت می‌کند. در بازی‌های المپیک تابستانی ۱۸۹۶، دو نفر از سه زوج مدال‌آور در مسابقات دو نفره در تنیس ملیت مختلط داشتند.

## مدال‌آوران
| مدال | نام                                     | ورزش | رویداد  |
| ---- | --------------------------------------- | ---- | ------- |
| طلا  | جان پایس بولند (GBR) فردریش ترائن (GER) | تنیس | دو نفره |
| برنز | ادوین فلک (AUS) جورج اس. رابرتسون (GBR) | تنیس | دو نفره |